# Paleis voor Volksvlijt
Le Paleis voor Volksvlijt (traduisible en français par « Palais de l'Industrie populaire » ou « Palais des Arts et métiers populaires ») est un vaste palais d’expositions, fait d’acier et de verre, qui se dressait autrefois sur la Frederiksplein à Amsterdam, juste devant l'emplacement actuel de la Banque des Pays-Bas. D'une hauteur de 64 mètres, il avait été édifié entre 1855 et 1864 à l'initiative du médecin et philanthrope Samuel Sarphati, et conçu par l'architecte Cornelis Outshoorn, sur le modèle du Crystal Palace construit pour accueillir l'Exposition universelle de 1851 à Londres. Il fut entièrement détruit par un incendie en 1929.

## Histoire

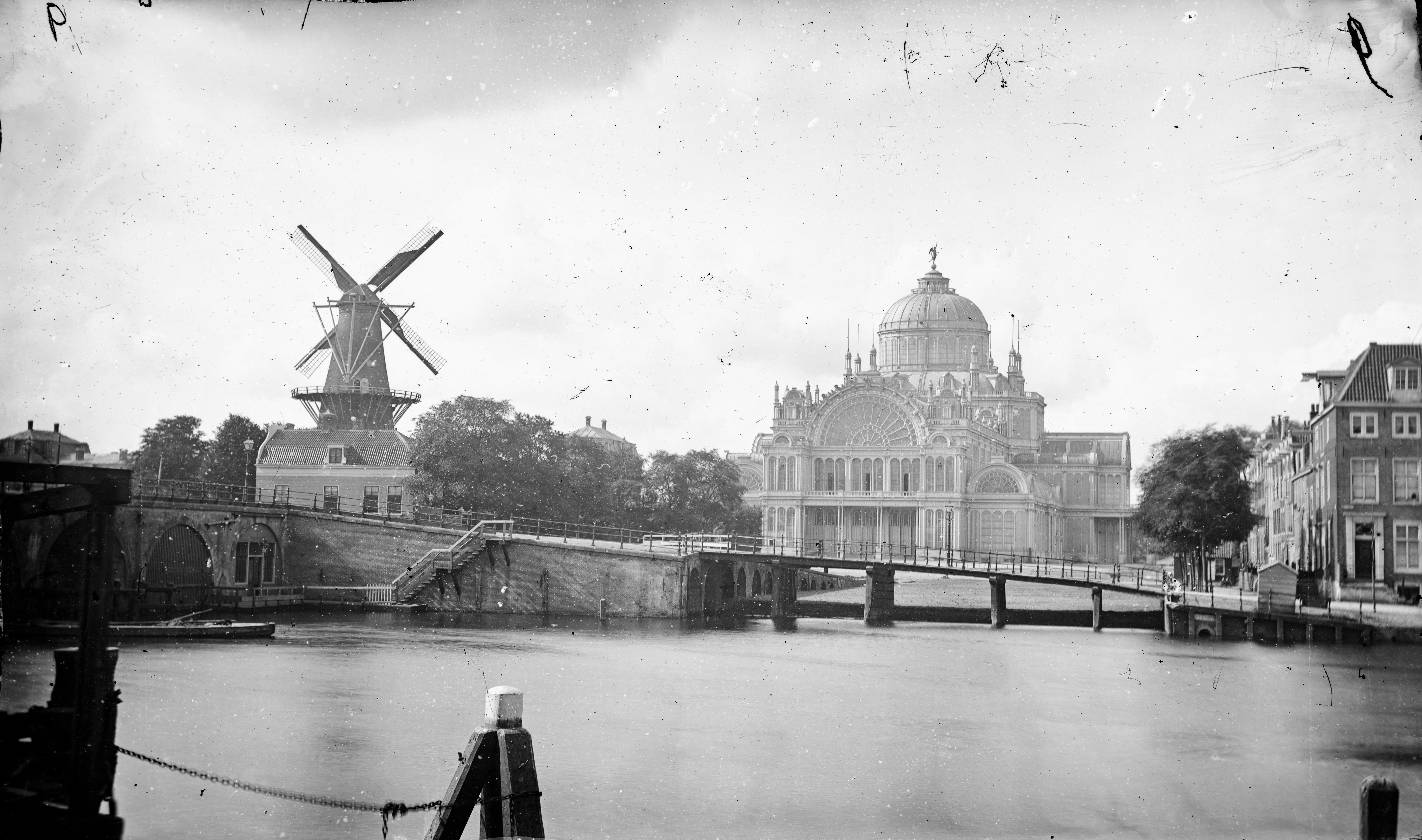
Vue du palais depuis l'Amstel.

Après sa visite de l'Exposition universelle de 1851, Samuel Sarphati créé une nouvelle entreprise baptisée « Union pour le Volksvlijt » (Vereeniging voor Volksvlijt) dans le but de créer un palais d'expositions similaire au Crystal Palace, afin de promouvoir le commerce, l'industrie et l'agriculture dans la ville. Dans ce but, il formule une requête à la municipalité en 1853.
Le Paleis voor Volksvlijt doit alors être construit dans le cadre d'un plan d'agrandissement majeur de la ville, au cours duquel les rives de l'Amstel ainsi que l'emplacement de l'actuel quartier de De Pijp doivent être aménagés. En 1855, la municipalité d'Amsterdam donna son accord pour le projet. L'association créée par Sarphati formule un appel d'offres en 1856, mais ne reçoit aucune réponse dans un premier temps. L'entreprise Van Outshoorn est ensuite approchée et accepte de développer le projet. Le premier coup de pioche est donné le 7 septembre 1859 en présence du roi Guillaume III. Le 16 août 1864, le palais est ouvert au public.
L'utilisation du bâtiment pour l'organisation d'expositions rencontre rapidement ses limites. Le Paleis voor Volksvlijt est converti en espace de loisirs. Une partie des jardins située entre Oosteinde et Westeinde est ainsi vendue. Entre 1881 et 1883, une galerie marchande, incluant plusieurs boutiques de luxe, est aménagée selon les plans de l'architecte Dolf van Gendt.